# Pedro Riesco
Pedro Riesco Herrera, deportivamente conocido como Pedro Riesco (Madrid, España, 25 de octubre de 1969) es un exfutbolista español.

## Trayectoria
Pedro Riesco empezó a destacar jugando en el Rayo Vallecano, la temporada 1991/92, en Segunda División. Los ocho goles que consiguió esa temporada contribuyeron a que su equipo lograse el ascenso.
Debutó en la Primera División el 5 de septiembre de 1992, ante el Valencia CF. Su rendimiento esa temporada, el mejor de su carrera deportiva en la máxima categoría -35 partidos y seis goles- despertó el interés de clubes como el Real Madrid o el Atlético. Pero finalmente fue el Deportivo de La Coruña quien se hizo con sus servicios, a cambio de 100 millones de pesetas y un contrato de tres años. El equipo gallego estaba construyendo una plantilla mítica, el Superdepor, y Riesco se encontró con un técnico, Arsenio Iglesias, que tenía plenamente cubierta la delantera del equipo con Bebeto, Claudio Barragán y Javier Manjarín. Ese año el Deportivo perdió la liga en la última jornada, pero Pedro Riesco poco pudo aportar al subcampeonato: jugó 18 partidos, sólo uno como titular, y consiguió un gol.
La siguiente temporada el Deportivo reforzó su delantera con Emil Kostadinov y Julio Salinas, con lo que Riesco quedó relegado al ostracismo. Tras negociarse infructuosamente su marcha al Racing de Santander y a la SD Compostela, finalmente fue cedido al Real Valladolid durante el mercado de invierno. En el equipo castellano jugó hasta junio de 1995, participando en 15 partidos, en los que marcó un tanto. La temporada 1995/96 afrontó una nueva cesión, esta vez al Albacete Balompié -también en Primera División-, donde jugó 25 partidos y anotó cuatro dianas. 
El verano de 1996 abandonó definitivamente la disciplina del Deportivo y firmó por el Deportivo Alavés, por entonces en Segunda División. En el club vitoriano jugó con regularidad -64 partidos y cinco goles- durante dos temporadas, logrando el ascenso a Primera en 1998. Esa misma campaña el equipo alcanzó las semifinales de la Copa del Rey tras apear al Real Madrid, en un histórico partido en el Estadio Santiago Bernabéu, con un gol de Riesco.
Con la carta de libertad en la mano, tras finalizar su contrato de dos años con el Alavés, en julio de 1998 Pedro Riesco fichó por el CD Ourense, con el que jugó un año en Segunda. Descartado al término de esa temporada, llegó a un acuerdo con el Terrassa FC, que por entonces militaba en Segunda División B.
Con el equipo catalán logró el ascenso a Segunda División en 2002. Su regreso a la categoría de plata estuvo marcado por las lesiones, y sólo jugó 88 minutos, por lo que al finalizar la temporada 2002/03 colgó las botas. Luego, aceptó el cargo de responsable del fútbol base del club egarense, que desempeñó durante la temporada 2003/04.
Posteriormente, Pedro Riesco ha sido representante de futbolistas. Ha seguido jugando de forma amateur y ha sido campeón nacional de Fútbol 7 con el equipo Desperdicios Majadahonda, en el que coincide con otros exfutbolistas como Dani García, Toni Muñoz, Óscar Mena o Kiko.

## Clubes
| Club                   | País   | Ano       |
| ---------------------- | ------ | --------- |
| Rayo Vallecano         | España | 1990−1993 |
| Deportivo de La Coruña | España | 1993−1995 |
| Real Valladolid        | España | 1995      |
| Albacete Balompié      | España | 1995−1996 |
| Deportivo Alavés       | España | 1996−1998 |
| CD Ourense             | España | 1998−1999 |
| Terrassa FC            | España | 1999−2003 |

## Palmarés

### Campeonatos nacionales
| Título                   | Club                   | País   | Año  |
| ------------------------ | ---------------------- | ------ | ---- |
| Copa del Rey             | Deportivo de La Coruña | España | 1995 |
| Liga de Segunda División | Deportivo Alavés       | España | 1998 |